# My Left Foot
My Left Foot is een Iers-Britse biografische dramafilm uit 1989 onder regie van Jim Sheridan. Het verhaal hiervan is gebaseerd op dat uit de autobiografie van de Ierse kunstenaar Christy Brown. De film won de Oscars voor beste hoofdrolspeler (Daniel Day-Lewis) en beste bijrolspeelster (Brenda Fricker) en was ook genomineerd voor die voor beste film, beste regisseur en beste geadapteerde verhaal. Daarnaast won My Left Foot achttien andere prijzen, waaronder BAFTA Awards voor beste hoofdrolspeler (Day-Lewis) en beste bijrolspeler (Ray McAnally) en een Independent Spirit Award voor beste niet-Amerikaanse film.

## Verhaal
Christy Brown is een gehandicapte jongeman die door athetose vrijwel volledig verlamd is. Zijn moeder vertelt hem dat hij intelligent en getalenteerd is, terwijl de rest van de wereld geen aandacht aan hem schenkt. Dankzij zijn wilskracht en doorzettingsvermogen wordt hij alsnog een gevierd kunstenaar.

## Rolverdeling
| Acteur           | Personage          |
| ---------------- | ------------------ |
| Daniel Day-Lewis | Christy Brown      |
| Brenda Fricker   | Mrs. Brown         |
| Ray McAnally     | Mr. Brown          |
| Hugh O'Conor     | Jonge Christy      |
| Alison Whelan    | Sheila             |
| Cyril Cusack     | Lord Castlewelland |
| Kirsten Sheridan | Sharon             |
| Declan Croghan   | Tom                |
| Eanna MacLiam    | Benny              |
| Marie Conmee     | Sadie              |
| Phelim Drew      | Brian              |
| Ruth McCabe      | Mary               |
| Fiona Shaw       | Dr. Eileen Cole    |